# David McFadden
Pour les articles homonymes, voir McFadden.
David William McFadden, né le 11 octobre 1940 à Hamilton (Ontario) et mort le 6 juin 2018 à Toronto, est un poète et écrivain canadien.

## Biographie
Il commence à composer et à publier des poèmes dans diverses revues alors qu'il fréquente encore le High school. Il tient une correspondance avec le beatnik Jack Kerouac qui influencera son œuvre à venir. 
Au début des années 1960, il décide de ne pas faire d'études universitaires et devient correcteur d'épreuves pour le compte du journal The Hamilton Spectator, où il sera par la suite journaliste pour la section criminelle. Après ses premiers succès comme poète et la publication remarquée de son premier roman expérimental The Great Canadian Sonnet (1974), il quitte son emploi en 1976 pour se consacrer entièrement à l'écriture. Il est néanmoins chroniqueur au Quill & Quire (en), enseigne de 1979 à 1982 au David Thompson University Centre et multiplie les collaborations à diverses revues et magazines, dont le Canadian Art.
Son œuvre poétique se veut « un témoignage de la vie de gens ordinaires et une vision métaphysique beaucoup plus ample influencée par des poètes romantiques britanniques tels que William Blake, William Wordsworth, Percy Bysshe Shelley et le poète américain du XIXe siècle Walt Whitman ». Il critique aussi avec un franc humour la vie urbaine contemporaine, ainsi que le mercantilisme et la superficialité de la société occidentale, qu'il oppose à la splendeur de la nature du bouclier canadien et de la région des rives du Niagara et des chutes du Niagara. Son recueil The Art of Darkness (1984) et le cycle de poèmes en prose Gypsy Guitar (1987) sont tous deux nommés pour l'obtention des prix du Gouverneur général du Canada. 
Il est membre du PEN club international.
À partir de 2012, il souffre d'aphasie, une des formes de dégénérescence cérébrale associée à la maladie d'Alzheimer et accepte de participer à une étude clinique sur les effets des exercices aérobiques sur les personnes atteintes de démence. Il continue à publier de la poésie et des récits de voyage.

## Œuvre

### Poésie
- The Poem Poem (1967)
- Letters from the Earth to the Earth (1968)
- Poems Worth Knowing (1971)
- Intense Pleasure (1972)
- The Ova Yogas (1972)
- The Poet's Progress (1977)
- The Saladmaker (1977)
- I Don't Know (1978)
- A Knight in Dried Plums (1978)
- On the Road Again (1978)
- A New Romance (1979)
- My Body Was Eaten By Dogs (1981)
- Country of the Open Heart (1982)
- Three Stories and Ten Poems (1982)
- A Pair of Baby Lambs (1983)
- The Art of Darkness (1984)
- Gypsy Guitar (1987)
- Anonymity Suite (1992)
- There'll Be Another (1995)
- Five Star Planet (2002)
- Why Are You So Sad? Selected Poems of David W. McFadden (2007)
- Be Calm, Honey (2008)
- Why Are You So Long & Sweet? Collected Long Poems of David W. McFadden (2009)
- What's the Score? (2012)
- Shouting Your Name Well : Tankas and Haiku (2014)
- Abnormal Brain Sonnets (2015)

### Romans, récits
- The Great Canadian Sonnet (1974)
- Animal Spirits (1983)
- Canadian Sunset (1986)

### Récits de voyage
- A Trip Around Lake Huron (1980)
- A Trip Around Lake Erie (1980)
- A Trip Around Lake Ontario (1988)
- An Innocent in Ireland (1995)
- Great Lakes Suite (1997)
- An Innocent in Scotland (1999)
- An Innocent in Newfoundland (2003)
- An Innocent in Cuba (2003)
- Mother Died Last Summer (2014)

### Anthologie de poèmes traduite en français
- Poèmes et autre baseballs, traduit par Michel Albert, Montréal, Triptyque, 1999